# Prefektura apostolska Misraty
Prefektura apostolska Misraty (łac.: Apostolicus Praefectura Misuraensis, ang. Prefecture Apostolic of Misurata) – rzymskokatolicka prefektura apostolska w Libii.
Siedziba prefekta apostolskiego znajduje się w kościele w Misracie.
Podlega bezpośrednio Rzymowi. Swoim zasięgiem obejmuje większą część terytorium Libii.

## Historia
- 22 czerwca 1939 – utworzenie prefektury apostolskiej Misraty

## Prefekt apostolski
- vacat

## Główne świątynie
- Kościół w Misracie